# 卡秋哈
50°39′51″N 27°51′40″E / 50.66417°N 27.86111°E
卡秋哈（烏克蘭語：Катюха），是烏克蘭北部的村莊，隸屬日托米爾州的茲維亞赫爾區。該村面積0.05平方公里，海拔高度227米，2001年人口2，人口密度每平方公里37.74人。